# Edith-Stein-Karmel
Der Edith-Stein-Karmel war ein Kloster der Unbeschuhten Karmelitinnen in Tübingen. Am 3. Dezember 1978 unterzeichnete der Bischof von Rottenburg-Stuttgart, Georg Moser, die Gründungsurkunde des Edith-Stein-Karmels. Die Villa, das so genannte Berghaus Hügel, in der sich das Kloster befand, liegt unweit der Altstadt in der Neckarhalde, am Hang des Schlossberges, hoch über dem Neckar. Der Karmel wurde den Patrozinium  Edith Steins unterstellt, einer heiligen Karmelitin und Märtyrin. Da der Konvent 2011 nur noch aus zwei Schwestern bestand, wurde das Kloster aufgelassen.

## Geschichte und Entwicklung

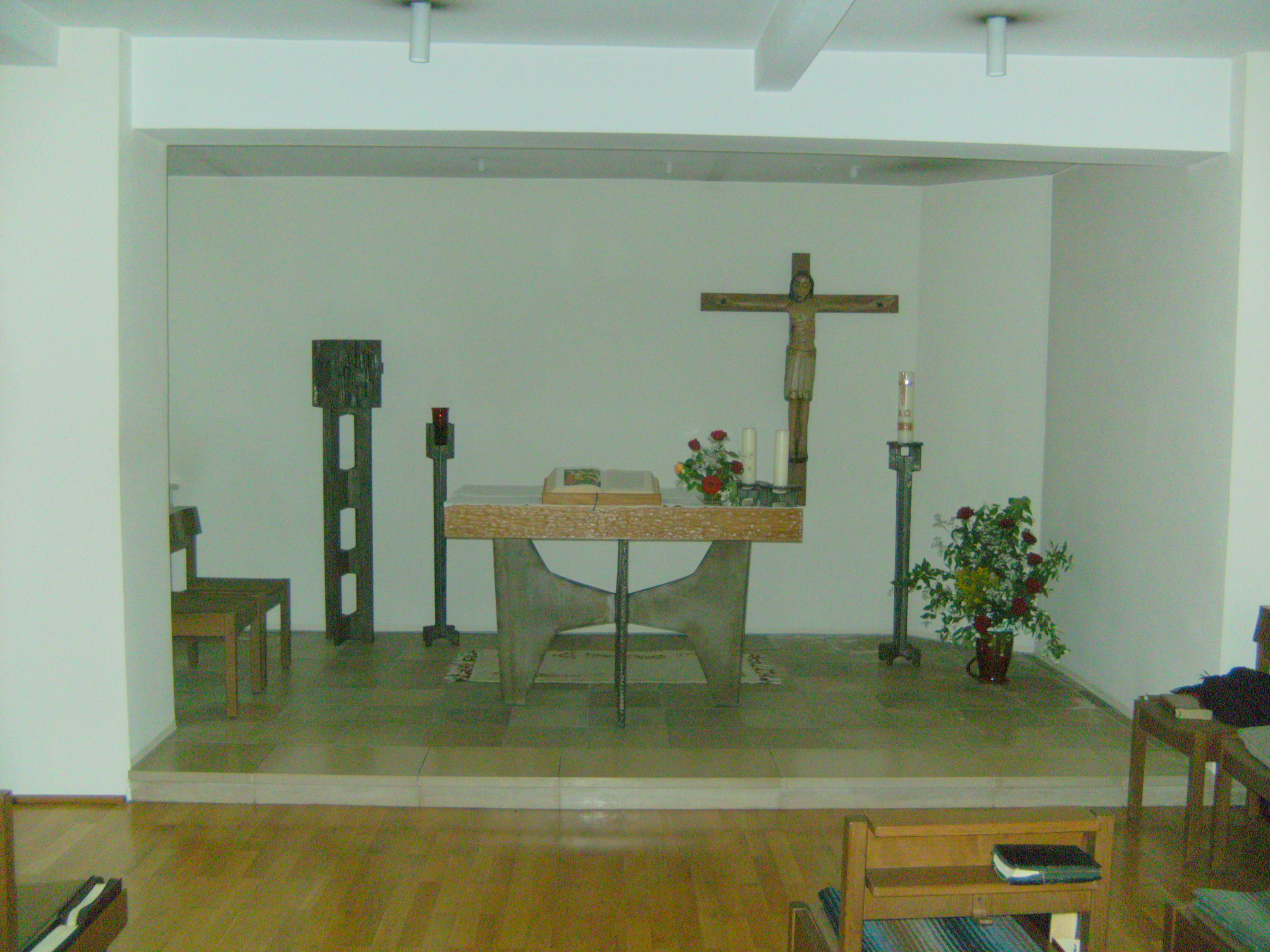
Kapelle der Schwestern (2009)

Die Karmelitinnen gehören zum Orden der Brüder der allerseligsten Jungfrau Maria vom Berge Karmel, der um das Jahr 1150 am Karmelgebirge im heutigen Israel gegründet wurde und der Tradition des Eremitentums entspringt. Der Teresianische Karmel ist ein Reformzweig, der 1568 aus einer Erneuerungsbewegung der spanischen Heiligen Teresa von Avila (1515–1582) und Johannes vom Kreuz (1542–1591) entstand. Diese versuchten, den Karmel wieder zu seinen Quellen zurückzuführen und weiterzuentwickeln. 
Die Unbeschuhten Karmelitinnen führen ein kontemplatives Leben in der Klausur des Klosters. Die Schwestern halten nach Tradition des Karmels morgens und abends je eine Stunde innerliches Gebet. Gemeinsames Stundengebet, die tägliche Feier der Heiligen Messe, die Arbeit, die, wenn möglich, in Stille und in der Zelle verrichtet wird, und die tägliche gemeinsame Rekreation des Konvents bilden die wesentlichen Elemente des Lebens nach der karmelitanischen Ordensregel.
Die Glasfenster in der Kapelle des Klosters stammen von Sieger Köder. Am 3. Dezember 2008 feierte der Ordensreferent der Diözese, Weihbischof Thomas Maria Renz, die Heilige Messe zum 30-jährigen Gedenken an die Errichtung des Edith-Stein-Karmels.